# Municipio de Jolalpan
El municipio de Jolalpan (del náhuatl: xotlalli-pan ‘Tierra caliente-sobre’‘Sobre tierra caliente’) es un municipio del estado de Puebla, México. Ocupa el extremo suroeste de esa Entidad federativa y su cabecera es la población de Jolalpan.

## Geografía
El municipio de Jolalpan se encuentra localizado en el extremo suroeste del territorio poblano, en donde confluyen sus límites con los estados de Morelos y Guerrero. Tiene una extensión territorial de 603.308 kilómetros cuadrados que equivalen al 1.76% de la extensión total del estado. Sus coordenadas geográficas extremas son 18°10′ - 18°26′ de latitud norte y 98°45′ - 99°4′ de longitud oeste y su altitud va de 700 a 1700 metros sobre el nivel del mar.
Limita al norte con el municipio de Teotlalco; al este, con el municipio de Huehuetlán el Chico, el municipio de Cohetzala y el municipio de Chiautla, los tres en dos sectores diferentes. Al sur y suroeste limita con el estado de Guerrero, particularmente con el municipio de Atenango del Río y con el municipio de Huitzuco de los Figueroa, al noroeste limita con el estado de Morelos, con el municipio de Tlaquiltenango.

### Orografía e hidrografía
El municipio forma parte de la provincia geológica del Eje Neovolcánico. está constituido por dos secciones: el oriente constituye una prolongación del valle de Chiautla, de clima caliente y relativa humedad, en tanto que el poniente está marcado por una cadena montañosa. La altitud promedio en el valle de Chiautla es de 800 m s. n. m. Atraviesan el municipio los ríos Nexapa y el Zinquihuila, este último parte de la cuenca del Amacuzac. Como otras regiones del suroeste de Puebla, las cuencas de Nexapa y Zinquihuila forman parte de la gran cuenca del río Atoyac-Balsas.

### Clima y ecosistemas
El clima es cálido subhúmedo con lluvias en verano. Predomina la selva caducifolia, aunque existen algunas zonas dedicadas a la agricultura del maíz, frijol y jitomate.

## Fiestas patronales
San Francisco Jolalpan
La fiesta patronal en San Francisco Jolalpan se realiza cada 4 de octubre, su organización comienza
desde un año antes, personas acuden a los domicilios de los habitantes para cobrarles una cierta cantidad de dinero para realizar la festividad, a estos individuos se les denomina mayórdomos.
El día 4 de octubre comienza con las mañanitas al Santo (San Francisco Apóstol), al ritmo de banda
y acompañados de cuetes, el padre oficia la misa a las 6:00 de la mañana.
Más tarde los mayórdomos brindan a la población en general desayuno, comida y cena totalmante gratis, se acostumbra dar barbacoa, consome, arroz y tlacoyos.
Por la noche se realiza la serenata donde actúan artistas reconocidos en la plaza principal, más tarde se presenta un grupo de personas llamados "ballet", y enseguida queman el tradicional castillo de piroctenia.
Los pobladores más tarde se disponen a disfrutar el baile con grupos reconidos en honor al santo.

## Personajes históricos
- Amador Acevedo, militar zapatista de la Revolución mexicana

## Demografía
De acuerdo a los resultados del Censo de Población y Vivienda de 2010 realizado por el Instituto Nacional de Estadística y Geografía, la población total de Jolalpan asciende a 12 662 personas; de las que 6006 son hombres y 6656 son mujeres.

### Localidades
El municipio incluye en su territorio un total de 65 localidades. Las principales, considerando su población del censo de 2010 son:
| Localidad        | Población |
| Total Municipio  | 12 662    |
| Jolalpan         | 7 022     |
| Huachinantla     | 1 465     |
| Santiago Mitepec | 1 335     |
| Xochitepec       | 1 135     |
| Teutla           | 617       |

## Política

### Representación legislativa
Para la elección de diputados locales al Congreso de Puebla y de diputados federales a la Cámara de Diputados federal, el municipio de Jolalpan se encuentra integrado en los siguientes distritos electorales:
Local:
- Distrito electoral local de 22 de Puebla con cabecera en Izúcar de Matamoros.[4]

Federal:
- Distrito electoral federal 13 de Puebla con cabecera en la Atlixco.[5]